# 松永レイ
松永 レイ（まつなが れい、1968年1月30日 - ）は日本の元女優。鹿児島県出水市出身、本名同じ。血液型はA型。

## 来歴・人物
1985年、西河克己監督の『ばあじんロード』のオーディションに合格し、主演デビュー。当時17歳ながらヌードシーンを披露した。しかし、この作品は鳴り物入りで制作されたものの諸事情から劇場公開されることはなく、1989年になってTBSの深夜枠でオンエアされると共にパックインビデオよりVHSビデオが発売された。
経歴上のデビュー作品は、松永麗子名義の『大誘拐 RAINBOW KIDS』（1991年、岡本喜八監督）となっている。
長らく松永麗子名義で活動していたが、1998年に本名に戻している。2005年以降は目立った活動が見られず、事実上引退したものとみられる。
活動時の所属事務所はオフィストークだった。

## 出演

### 映画
- ばあじんロード（1985年） - 青葉麻美 役　※劇場未公開
- 大誘拐 RAINBOW KIDS（1991年） - 吉村紀美 役
- サザンウィンズ（1992年） - 津村雪江 役
- 狼たちの賭けJACK KNIFE（1993年）　※Vシネマ
- 明日なき街角（1997年） - 加代子 役

### テレビドラマ
- 君だけに愛を（1991年、日本テレビ）- 椎名梢 役
- NHK連続テレビ小説『君の名は』（1991年 - 1992年、NHK）- ユミ 役
- 青春の門（1991年4月11日・12日、テレビ東京）- 織江 役
- ルージュの伝言 VOL.19「DESITNY」（1991年8月7日、TBS）
- 木曜ゴールデンドラマ「家族の理由」（1991年9月5日、読売テレビ）
- 旅情サスペンス「夕映えの松江－鰻のたたき」（1992年4月20日、関西テレビ） - 立花弘美
- 逃亡者 第6話「闇の中に誰かがいる…」（1992年8月5日、フジテレビ）
- 金曜ドラマシアター「今、ときめいて白きランナー・母親として女として走り抜くフルマラソン！五輪出場への孤独で熱い戦い!!」（1992年7月31日、フジテレビ）
- 映画みたいな恋したい 『アメリカン・グラフィティ』（1992年8月29日、テレビ東京）
- 第一生命90周年スペシャル「パイナップルの彼方へ」（1992年9月11日、フジテレビ）
- 腕におぼえあり 第3シリーズ 第9話（1993年、NHK） - おなみ 役
- ラスト・フレンド（1993年、東海テレビ）
- 名奉行 遠山の金さん 第6シリーズ 第18話「幽霊に惚れた同心」（1994年、テレビ朝日） - お秋 役
- 銭形平次 第4シリーズ 第12話「幽霊からの手紙」（1994年、フジテレビ） - おみつ 役
- はぐれ医者・お命預かります! 第7話「女房殺し」（1995年、テレビ朝日） - 菊枝 役
- 付き馬屋おえん事件帳 第3シリーズ 第8話「悪党裁く吉原人形」（1995年、テレビ東京・松竹） - おみな 役
- 暴れん坊将軍VI（テレビ朝日・東映）
  - 第20話「無法許さぬあさり剣法」（1995年） - おせき 役
  - 第51話「江戸自慢、吉宗うれしや天下餅! 」（1996年） - 菊姫 役
- 月曜ドラマスペシャル「金田一耕助の傑作推理21　悪魔の花嫁」（1995年9月4日、TBS）
- 江戸の用心棒II 第11話「死体が消えた!」（1996年、日本テレビ） - おゆき 役
- 八丁堀捕物ばなし2 第11話「初恋」（1996年、フジテレビ）
- 緋の稜線（1998年、東海テレビ）
- 火曜サスペンス劇場「女優 人気舞台女優の結婚、引退を脅かす12年前の人に言えない男との密約」（1999年6月8日、日本テレビ）
- 小市民ケーン 第11話「理想の男」（1999年、フジテレビ）
- 金曜エンタテイメント「壁ぎわ税務官」（2001年5月4日、フジテレビ）

### 交通安全映画
- すべてを奪う交通事故 — 償いの日々は果てしなく — 婚約者・美智子 役（2005年、有限会社博映商事）[2]